# Caivano
Caivano (Caívanë in napoletano) è un comune italiano di 35 916 abitanti della città metropolitana di Napoli in Campania.

## Geografia fisica
Caivano è situato nella vasta pianura campana. Fa parte della zona nord della città metropolitana di Napoli, in posizione quasi centrica tra Napoli centro e Caserta, distante 12 km dal centro di Napoli (7 km da San Pietro a Patierno) e 13 km dalla Reggia di Caserta.

## Storia
Il nome Caivano ha origine gentilizia e proviene dal latino Calvius.
Ritrovamenti archeologici fanno risalire ad epoca osca i primi insediamenti abitativi. Furono gli Etruschi, nel VI secolo a.C. che, effettuando una bonifica del paludoso territorio di Caivano, ne resero possibile l'abitabilità.
Nel IV secolo a.C. si insediarono i Sanniti. L'attuale territorio di Caivano era parte di quello facente capo all'antica città di Atella, distante circa 8 km dall'attuale centro. Con la dominazione romana il territorio veniva suddiviso in grandi latifondi patrizi, da cui lo stesso significato del nome, che l'etimologia più accreditata fa derivare Caivano da "fundus Calvanium" – proprietà della famiglia Calvanium.

Antica Foto del Castello di Caivano

Il territorio fu oggetto di centuriazione sia all'epoca dei Gracchi che in età augustea. La centuriazione più antica sembra aver influenzato la collocazione delle chiese e della torre del castello mentre per l'altra non vi sono tracce evidenti. 
Con l'invasione longobarda la zona entrò a far parte del Principato di Benevento.
Con l'avvento dei normanni, la cui esistenza è attestata da documenti scritti a partire dal X secolo, divenne un casale del Ducato di Napoli. Quando Alfonso d'Aragona iniziò ad occupare Caivano, per conquistare il resto di Napoli, circondato da mura, dovette assediare per tre mesi il forte, ottenendone alla fine la resa.
Il castello di Caivano è anche menzionato in un documento del 1432 in cui si parla della consegna delle fortificazioni di Capua. Inutilmente gli aversani chiesero a re di Napoli Alfonso di Aragona il ritorno di Caivano sotto il loro diretto dominio.
Nel 1806 divenne un circondario suburbio del distretto di Napoli, nel Regno di Napoli e nel Regno delle due Sicilie, mentre dopo la nascita del Regno d'Italia divenne parte del circondario di Napoli.
Con le leggi eversive della feudalità, che decretarono la fine di tutti i privilegi feudali nel Regno di Napoli e l'inizio dell'amministrazione comunale, a Caivano furono aggregati altri casali, ossia i borghi di Pascarola, Casolla Valenzano e il territorio di Sant'Arcangelo.

Rione Parco Verde

Come in gran parte dell'area metropolitana di Napoli, negli anni '80 fu costruito il Rione Parco Verde con fondi messi a disposizione dallo Stato, pari a circa 1 500 miliardi di lire. Il quartiere nacque dopo il terremoto dell'Irpinia come simbolo di rinascita e speranza, per dare una casa a oltre 300mila sfollati. Ben presto, tuttavia, divennero territorio di speculazione edilizia, che ha portato alla nascita di grandi condomini privi di servizi, abitazioni che avrebbero dovuto essere provvisorie per poi essere riqualificate e assegnate. ma che sono diventate permanenti oppure oggetto di occupazione. Col tempo, la Camorra si insediò nella zona. Per alcuni anni il Rione Parco Verde è stato considerato la più grande piazza di spaccio d’Europa.

### Simboli
Lo stemma e il gonfalone sono stati concessi con decreto del presidente della Repubblica del 24 maggio 2005.
Il gonfalone è un drappo di giallo con la bordatura di verde.

## Geografia antropica
Suddivisioni storiche
Caivano è suddivisa in diverse frazioni, quartieri, rioni e località.
Centro storico suddiviso in 4 rioni: San Giovanni, San Pietro,  Annunziata e Cappuccini.

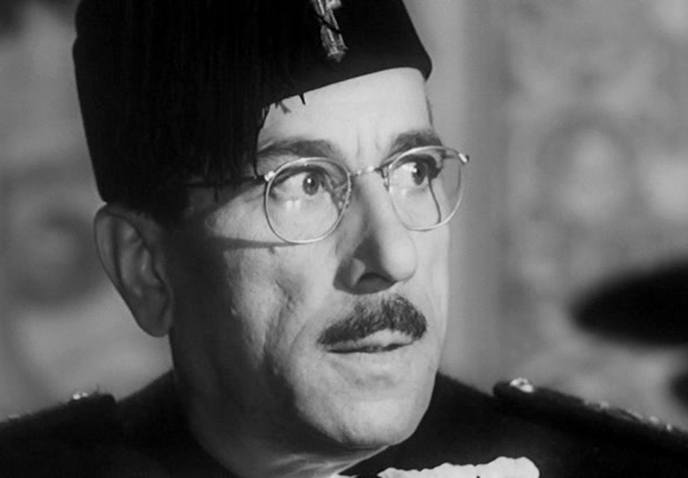
Peppino De Filippo

San Giovanni: è il sito più antico di Caivano ed è lì che nascono le prime abitazioni rurali, il rione acquista notorietà e bellezza nel periodo degli Angioini, infatti per dare luce e spazio al castello, al nord di esso vennero abbattute le vecchie abitazioni e creata una strada ampia e diritta, l’attuale via Imbriani che insieme a via Rosano (San Giuann piccirillo) e via Atellana, componevano il vecchio rione, nella piazzetta Francesco Russo in origine largo San Giovanni, è situata la centenaria cappella votiva dedicata al Santo. San Giovani Battista è il santo più antico che si ricorda, infatti nasce prima della venuta di Cristo figlio di Zaccaria ed Elisabetta, famiglia sacerdotale. Ad inizio 900 il luogo diede i natali alla nutrice Maria Consiglia Zampella in Del Gaudio, mamma di latte del grande Peppino De Filippo, le nutrici venivano cercate dai benestanti che le prendevano in casa quando il latte scarseggiava prima degli omogenizzati e del latte in polvere, con lei si invertirono i ruoli, non fu lei che si spostò, ma fu la De Filippo che per un certo periodo affidò il bambino alla nutrice caivanese (dal 1903 al 1907) ed era lei che a cadenza veniva a trovarlo insieme ai suoi fratellini Eduardo e Titina, figli concepiti fuori letto insieme al grande Eduardo Scarpetta. Peppino non si dimenticò mai di questa seconda mamma, ricordandola spesso nei suoi monologhi.
San Pietro: chiamato così per la presenza della chiesa San Pietro, si ignora la data di costruzione. Essa è costituita da tre navate, costruite in stile rinascimentale con decorazione barocca, mentre la cappella di forma rotonda, dedicata all’Immacolata, arieggia lo stile bizantino e il tratto della porta piccola della Sagrestia è, invece, in stile gotico. Essendo la prima chiesa di Caivano viene chiamata anche Parrocchia Maggiore. L’ingresso alla chiesa è permesso da due porte, la prima delle quali è rivolta verso Ovest, con un atrio davanti, separato dalla strada da un cancello di ferro, sovrapposto ad un piccolo muro di oltre un metro. La seconda porta, la minore, è rivolta verso sud ed ha davanti un cancello di ferro. Il campanile è di stile medioevale, alto circa 20 metri, per quattro piani. Esso si trova alle spalle della chiesa, il che conferma l’ipotesi che il primitivo campanile fosse ubicato altrove. Nel rione è presente il castello feudale di Caivano sorto dal rimaneggiamento di un edificio romano ubicato nel collegamento viario tra Atella e Acerra.

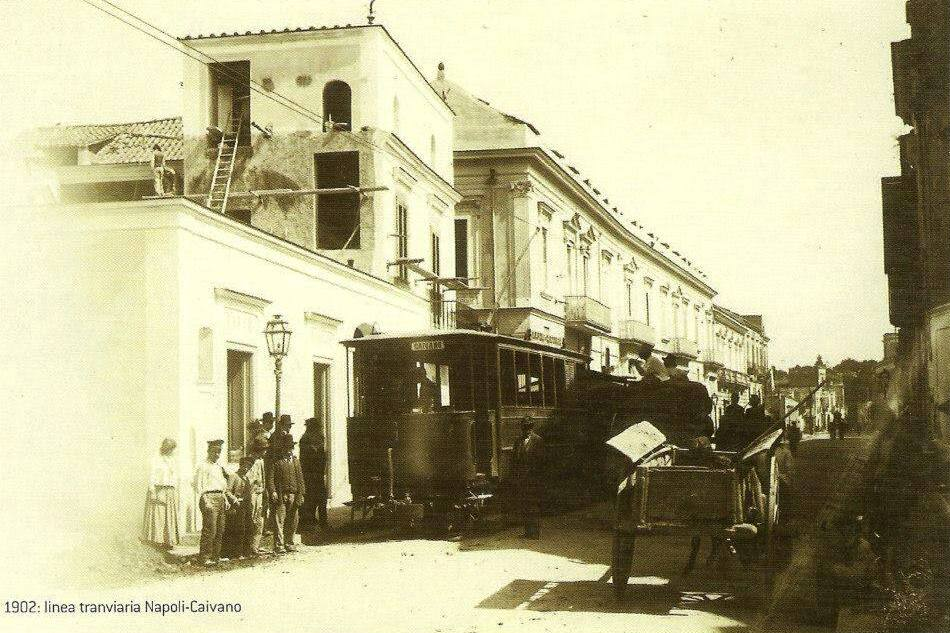
linea tranviaria Napoli Caivano

Annunziata: adesso è via Gramsci, in origine, era denominata “Corso Regina Margherita”. Fu realizzata dopo l’abbattimento del muro perimetrale sullo sbocco a via Roma e a via Braucci.  All’altezza di via Roma, già dal 600 D.C, esisteva una cappella rurale dedicata all’Annunziata posta all’entrata di quella attuale, mentre solo nel 1780 venne costruita l’attuale struttura e solo nel 1948 diventò parrocchia. Ai lati di essa era ubicata la fabbrica vetriera della famiglia Libertini. Rimase funzionante fino al 1925 ma ancora adesso il luogo viene apostrofato "dint a’ vetriera". Ad animare il quartiere dell’Annunziata ricordiamo vari personaggi, all’angolo della vetrata.
Cappuccini: nel 1200 una ricca famiglia caivanese donò ai frati cappuccini buona parte dei terreni di loro proprietà, dove i monaci costruirono il convento e una piccola chiesetta dedicata allo Spirito Santo. È rimasta tale fino al 1867 e solo dopo questa data al suo posto venne costruita l’attuale struttura che diventa parrocchia nel 1944 e dedicata a Sant’Antonio ai Cappuccini, dando il nome al quartiere.

Pascarola

Pascarola: è un quartiere, con annessa zona industriale,  fu oggetto di centuriazione sia all’epoca dei Gracchi che in età augustea ma non sono rimaste tracce sensibili di tali centuriazioni. La zona evidentemente dovette essere incolta e utilizzata come pascolo in epoca medioevale e da ciò deriva probabilmente il nome del luogo, divenuto centro abitato in tale epoca. Ma il sito originario di Pascarola, documentato nella sua esistenza dall’XI secolo, non era l’attuale bensì dove è la cappella di S. Giorgio. Nel XII secolo una ricca famiglia, i Gaderisio, eressero nella loro proprietà, nel sito attuale di Pascarola, una cappella privata dedicata a S. Maria. In tempi successivi il vecchio sito di Pascarola si spopolò e la proprietà Gaderisio assunse il nome di Pascarola mentre nel contempo la cappella di S. Maria assumeva il nome di chiesa di S. Giorgio e la vecchia chiesa decadeva a cappella di campagna. Pascarola: Pascua in latino significa pascoli. Una grafia alternativa di tale nome, già esistente in epoca classica ma che andò prevalendo nell’alto Medioevo, era Pascora, con l’accento sulla prima sillaba, da cui deriva la forma italiana. Il diminutivo di pascora, utilizzando il suffisso -ula era pascorula. Da tale termine, con l’accento spostato sulla penultima sillaba per eufonia, è probabile che abbia origine il nome di Pascarola. Alla fine del'1900 fu costruita l’area industriale, cambiando aspetto al quartiere, ha una estensione territoriale di 2 930 000 mq e rappresenta una delle maggiori zone industriali del Mezzogiorno, è sorta con l’acquisizione fin dal 1972 di terreni agricoli da parte prima di grandi gruppi (Unilever, PPG e Cirio), che hanno fatto da battistrada, e poi da piccole e medie imprese. Le infrastrutture sono state realizzate dal Consorzio ASI di Napoli (Consorzio Per L'Area Di Sviluppo Industriale della Provincia di Napoli) con fondi pubblici e sono tuttora gestite dallo stesso Consorzio. L’idea di chiedere al Consorzio ASI di Napoli la gestione di alcuni servizi, prima fra tutti la guardiania e il controllo dell’area, nacque dall’esigenza di salvaguardare la sicurezza degli addetti e degli impianti, coinvolgendo tutte le imprese insediate e in fase di insediamento. È noto, infatti, come l’area industriale fosse diventata invivibile per la presenza, spesso minacciosa, in diverse zone della stessa di accampamenti di nomadi di diverse etnie a ridosso degli opifici. L’approvazione della Legge Regionale n.16 del 13/08/1998 divenne la “scintilla“per alimentare l’idea e fu l’inizio di una costante e pressante azione, da parte di un gruppo di lavoro, nei confronti dell’ ASI di Napoli per definire i compiti e le responsabilità del soggetto giuridico previsto dalla nuova normativa. Il Gruppo di lavoro, coordinato dal dott. Carmine Manna, funzionario dell'Unilever, supportato dall’Unione degli Industriali della Città Metropolitana di Napoli, in collaborazione con i gruppi di lavoro delle aree industriali di Arzano e di Giugliano, dopo un lungo periodo di confronto, riuscì ad ottenere l’assenso del Consorzio ASI di Napoli sulla bozza di statuto per la costituzione, in base alla Legge Regionale n.16 del 13/08/1998, art.4, comma 3, lett.d, dei Consorzi di "2º livello". Il Consorzio CSA-ASI fu costituito, per atto del Notaio Giusti di Napoli, il 29 giugno 2000, tra il Consorzio ASI di Napoli e le seguenti imprese: SILPA SPA – EUROLEGNO SRL – PROMEC SRL – LA NUOVA SORGENTE SRL – PROMEC SRL – LMS SRL – NUOVO MOLLIFICIO CAMPANO SRL – FOM SPA – SAGIT SPA – FOROMED SRL – PROTEG SPA – INDACO SPA – NUOVA NCP SPA – TRAMONTANO G & M. SRL – CHIMPEX IND.LE SPA – SMC MARMI E GRANTI SRL – IPF SRL – ITALBLOK SAS – OFFICINE CAMPANE SRL – GLASSFLAKE EUROPE SPA – SITEM IMPIANTI SRL – APOPA – FRESYSTEM SPA – BEN VAUTIER SPA – MAPEKOL SRL – ANGELINO SRL – OMA SRL – PETRINI SPA – CIRIO SPA - SOLMET SRL – APPLICAZIONI TERMOPLASTICHE SRL – PLANA SYSTEM SRL – LMS SRL – TRW SRL – MARYFREND SRL – OPEN MARK SRL. La partecipazione dell’ASI di Napoli al fondo consortile, appositamente costituito, con una quota minoritaria fu ed è del 20% mentre le imprese aderenti (n.36) ebbero una quota di maggioranza dell’80%. Le imprese inizialmente consorziate sono man mano aumentate, grazie all’opera di proselitismo e alle iniziative consortili intraprese, ed oggi sono 70.

Parco Verde

Rione Parco Verde: nasce negli anni ’80 e viene costruito con i fondi messi a disposizione dallo stato dopo il terremoto dell’Irpinia, per dare una casa a oltre 300mila sfollati. Fin da subito oggetto e territorio di speculazione edilizia, che ha portato alla nascita di enormi palazzi anonimi e ravvicinati, privi di servizi. Abitazioni che avrebbero dovuto essere provvisorie, per poi essere riqualificate e assegnate e che invece sono diventate permanenti.
Centro Pino Daniele (ex Centro Delphinia):

Centro Pino Daniele

Dopo l'intervento del governo italiano e l'emanazione del Decreto Caivano, il Centro Delphinia, precedentemente abbandonato e teatro di episodi criminali, è stato completamente ristrutturato e trasformato nell'attuale Centro Pino Daniele. Situato ai confini dei quartieri Parco Verde e Pascarola, il centro ha subito una profonda riqualificazione, diventando anche un'importante area verde per la comunità di Caivano. Il rinnovamento ha portato una nuova vita all'edificio e ha contribuito alla sicurezza e alla vivibilità della zona, trasformando una struttura simbolo del degrado in un punto di riferimento per la cultura, l'educazione e le attività sociali locali.
Rione Scotta: “Arete a Scott” il luogo è menzionato già negli annali storici del 1656 quando il Regno di Napoli fu invaso dalla peste bubbonica, infezione addebitata alla plebe napoletana, ai cosiddetti lazzari, che erano costretti a vivere nelle grotte, nei fondaci, per strada senza cibo né acqua che desse loro un po’ di igiene. Sfruttati e vessati dalle famiglie agiate, i quali, per loro effettuavano lavori più umili, ebbero modo di ammalarsi di più. L’epidemia che falcidiò quasi tutta la popolazione partenopea, travolse anche Caivano, che pagò un immane tributo con decine di appestati, i quali prima di morire, venivano ammucchiati in capannoni detti “lazzaretti” proprio in riferimento ai lazzari. Perché "Scotta"? Leggenda vuole che ad assistere amorevolmente i caivanesi moribondi fu un medico nolano, di cognome "Scotta". Il rione cominciò ad essere edificato ad inizio 900.
Campiglione: il quartiere è chiamato così per la presenza del Santuario di Maria Santissima di Campiglione dove sono presenti affreschi appartenenti a diverse epoche in quanto ristrutturato più volte nel corso dei secoli, sono ancora presenti opere barocche e rinascimentali, La facciata esterna si presenta su due ordini delimitati da una trabeazione; nel registro inferiore vi sono tre portali d'ingresso di cui quello centrale è il maggiore. La parte superiore della facciata è alleggerita mediante tre finestre decorate rettangolari sormontato da un timpano triangolare; ai lati è delimitata da due campanili gemelli.
Rione delle Rose: chiamato così perché è presente via delle Rose “viccioll e rose “, in origine era una strada sterrata che collegava con Casolla Valenzano, è la strada più lunga di Caivano, dal corso Umberto I termina ai Regi Lagni. Nel 1955  vennero alla luce un sepolcro collocato sotto un’antica villa romana, non era la prima volta: infatti accadde anche nel 1888 a Sant’Arcangelo e nel 1923 al corso regina Margherita adesso via Libertini dove venero trovati vasi di creta, monili, monete antiche e affreschi straordinari.

Polo Universitario Caivano

Case Bianche: quartiere residenziale sorto nel 2019, formato da palazzoni in stile moderno di un bianco acceso, queste caratteristiche si distinguevano dalle costruzioni già presenti, dando così nome all'intera zona. Al suo interno è stato inaugurato un nuovo Polo Universitario che ospita due atenei, Parthenope e Vanvitelli, in cui sono stati avviati corsi universitari in Scienze motorie e in Scienze infermieristiche.
S. Arcangelo: Il nome deriva dal patrono del luogo a cui è dedicata l’unica chiesa, fu occupato dai Longobardi e dal nome di una chiesa che ivi fu costruita, dedicata a S. Michele Arcangelo a cui erano molto devoti, assunse lo stesso nome. In epoca longobarda S. Arcangelo era un centro fortificato avanzato, dipendente dal gastaldato di Suessula, e dominava sulle terre e sui luoghi di Caivano, Cardito, Nolito, Casolla Valenzano e Pascarola. I resti di una villa segnalano un'abitazione patrizia in epoca Romana, nella successiva dominazione Longobarda fu costruita la chiesa che identifica l’ampia zona e la relativa fortificazione che portano ad includere territori ben più ampi degli attuali di Caivano e Cardito. Lo stesso Castello di Caivano forse all’epoca era solo una torre, fortificazione avanzata nei confronti dei napoletani. Delle fortificazioni di S. Arcangelo rimangono i ruderi del Castello, immediatamente a lato dei resti della villa romana. Con la fondazione di Aversa da parte dei Normanni, S. Arcangelo e i luoghi dominati costituivano un feudo che contribuiva con due cavalieri. Infatti, nel Catalogo dei Baroni, del 1161 circa, è menzionato come signore del luogo 'Philippus Sancti Archangeli', mentre non sono menzionati i centri anzidetti. Successivamente man mano S.Arcangelo perse di importanza e diventò uno dei tanti casali di Aversa, specialmente dopo che Caivano venne fortificato e diventò un feudo indipendente. Ma nel 1459, nell’elenco dei casali di Aversa, S. Arcangelo con 39 fuochi era per popolazione l’ottavo fra quarantatré. Successivamente il casale per l’impaludamento dei luoghi si spopolò sempre più fino a andare deserto nel XVII secolo. Allora, diventato oramai un bosco, fu 'Real Caccia', cioè Riserva di Caccia Reale e, unico ricordo della passata importanza, il titolare del feudo aveva il titolo di Principe. Con la nascita dei comuni e l’abolizione delle proprietà feudali, il bosco fu abbattuto e le terre distribuite ai contadini. Per i feudatari di Sant’Arcangelo nel cinquecento e seicento si vedano i quinternioni.
Casolla Valenzano: deriva da praedium valentianum, ovvero proprietà della gens Valentia, così come il quasi omonimo centro di Valenzano nei pressi di Bari, con l’aggiunta del termine “Casolla” (aggregato di capanne e case), Il territorio fu oggetto di centuriazione sia all’epoca dei Gracchi che in età augustea, ma solo della prima centuriazione rimangono tracce. Con l’invasione longobarda il praedium valentianum appartenne al principato di Benevento. Con la fondazione di Aversa da parte dei Normanni, Casolla Valenzano divenne uno dei suoi casali e tale rimase fino alla costituzione dei comuni in epoca murattiana nella quale fu aggregato al comune di Caivano. Per i feudatari di Casolla Valenzano nel cinquecento e seicento si vedano i quinternioni. Il centro apparteneva alla diocesi atellana e con la costituzione della diocesi aversana passò a tale nuova diocesi.
Saglianiello: deriva da praedium sallianum, vale a dire proprietà della gens Sallia come altri luoghi in Italia. Il dimininutivo è di epoca successiva e serve per distinguere dall’omonima località a nord di Succivo, fonti storie provenienti dall’epoca di re Roberto del 1311, parlano di un centro abitato vicino al fiume Clanio e chiamato Salliano. Il nome fa pensare a un praedium sallianum, forse un minuscolo villaggio andato poi definitivamente disabitato in epoca angioina.
Casarcelle: È una zona appena a nord della cappella S. Giorgio e quindi a nord-ovest rispetto a Pascarola. In latino arcella aveva il significato di termine. Il nome quindi presumibilmente indica una casa, o un gruppo di case, nei pressi di un termine della centuriazione.
Marcigliano: tale zona, sita a sud di S. Arcangelo ed a nord di Casolla, trae forse il suo nome dalla gens Marcilia ed è possibile che S. Arcangelo prima di assumere tale nome a seguito della conquista longobarda, fosse proprio il praedium Marcilianum.
Rione I.A.C.P. (Bronx): fu costruito inizio anni ‘70 grazie alla legge 31 maggio 1903, n. 254 (cd. Legge Luzzatti perché emanata su impulso e per volontà del deputato Luigi Luzzatti, che definisce gli organismi autorizzati ad operare nel settore dell’edilizia popolare).
Caratteristiche del territorio
Nel territorio di Caivano, pur essendo la densità abitativa ufficiale di 1.319,47 ab./km², la distribuzione della popolazione è molto concentrata. La parte urbana è infatti localizzata principalmente nella zona sud-ovest, in continuità con il resto dell'area metropolitana nord di Napoli. Quest'area urbana si estende su una superficie di 8,6 km², con una densità abitativa di 4.186,04 ab./km² , valore significativamente più alto rispetto alla densità media del territorio. A nord-ovest si trova un'importante area industriale di quasi 4 km², mentre la parte nord-est e sud-est, che occupa circa 15 km², è principalmente zona agraria. Questa zona, quasi completamente separata dal resto del territorio, è distaccata sia dall'Autostrada A1 Milano-Napoli. che dalla linea dell'alta velocità, creando una netta divisione tra le varie aree di Caivano.

## Monumenti e luoghi d'interesse

### Architetture religiose
- Santuario di Maria Santissima di Campiglione
- Chiesa di Sant'Antonio
- Chiesa di San Pietro
- Chiesa di Santa Barbara
- Chiesa Maria Madre
- Chiesa Annunziata
- Chiesa San Paolo Apostolo
- Chiesa di Santa Maria (Casolla Valenzano)
- Chiesa San Giorgio Martire (Pascarola)
- Cappella San Giorgio Martire (Pascarola)

### Architetture civili
- Castello di Caivano, è il principale monumento del comune. Dal 1981 è sede della biblioteca comunale che dispone di 6000 monografie[19]
- Torre dell'orologio
- Villa Comunale di Caivano
- Palazzo Capece, palazzo della famiglia Capece
- Palazzo marchesale Cimino, edificato alla fine del XVIII secolo (in frazione Casolla Valenzano)
- Villa Comunale in località Pascarola
- Torre dell’orologio (località Pascarola)

## Società

### Evoluzione demografica
Abitanti censiti

### Etnie e minoranze straniere
Secondo i dati ISTAT al 31 dicembre 2018 i cittadini stranieri residenti a Caivano erano 800 corrispondenti al 2,1% della popolazione. Le nazionalità maggiormente rappresentate erano:
1. Ucraina 162 0,4%
2. Marocco 122 0,3%
3. Albania 82 0,2%
4. Ghana 72 0,1%
5. Montenegro 71 0,1%
6. Algeria 53 0,1%
7. Romania 50 0,1%
8. Burkina Faso 49 0,1%

### Religione
Quasi tutta popolazione professa la fede cattolica. L'altra confessione cristiana presente è quella evangelica, con due chiese, di cui una è valdese e l'altra è pentecostale. È presente una sala dei Testimoni di Geova.

### Tradizioni e folclore
La festa patronale cade la seconda domenica di maggio in cui si festeggia la Madonna di Campiglione, raffigurata in un affresco bizantino in cui si nota la Madonna con le mani alzate attorniata dai dodici apostoli. Tale immagine è venerata da secoli nel santuario a Lei dedicato retto dai padri carmelitani dal 1902. Dopo il miracolo del 1483 l'affresco è meta di pellegrinaggi.
Nella località Pascarola si festeggia anche Sant'Antonio Abate, la seconda domenica del mese di luglio nella Chiesa San Giorgio Martire.

## Economia
Nella località Pascarola hanno sede una delle diverse aree industriali presenti nell'area metropolitana di Napoli e un impianto CDR per la produzione delle cosiddette ecoballe.
Il piccolo abitato di Casolla, noto anche come Casolla Valenzano, è condiviso con il comune di Afragola.

## Infrastrutture e trasporti

### Strade
Caivano è collegata alla SS 87 NC Sannitica nuova, all'SS 7 bis var Asse di Supporto Nola-Villa Literno e all’Autostrada A1 Milano-Napoli. 
È inoltre collegata ad Aversa tramite la SP2 Caivano-Aversa, che attraversa i comuni di Crispano, Orta di Atella, Frattaminore, Succivo, Cesa e Sant'Arpino.

### Mobilità urbana
I trasporti interurbani di Caivano vengono svolti con autoservizi di linea gestiti da ex CTP (Compagnia Trasporti Pubblici Napoli).
Fra il 1904 e il 1961 la città rappresentò il capolinea settentrionale della tranvia Napoli-Caivano, gestita dalla società belga Société Anonyme des Tramways Provinciaux (SATP).

## Amministrazione
Di seguito è presentata una tabella relativa alle amministrazioni che si sono succedute in questo comune.
| Periodo           | Periodo           | Primo cittadino                                   | Partito                                 | Carica                    | Note   |
| ----------------- | ----------------- | ------------------------------------------------- | --------------------------------------- | ------------------------- | ------ |
| 7 giugno 1988     | 8 dicembre 1989   | Domenico Ambrosio                                 | Partito Comunista Italiano              | Sindaco                   | [ 23 ] |
| 21 dicembre 1989  | 23 novembre 1990  | Raffaele Del Gaudio                               | Partito Socialista Italiano             | Sindaco                   | [ 23 ] |
| 22 gennaio 1991   | 26 marzo 1992     | Bartolomeo Ummarino                               | Partito Socialista Democratico Italiano | Sindaco                   | [ 23 ] |
| 26 marzo 1992     | 26 novembre 1992  | Gaspare Mannelli                                  |                                         | Comm. pref.               | [ 23 ] |
| 5 dicembre 1992   | 21 aprile 1993    | Giacinto Libertini                                | Partito Socialista Italiano             | Sindaco                   | [ 23 ] |
| 20 giugno 1993    | 14 dicembre 1993  | Raffaele Del Gaudio                               | Partito Socialista Italiano             | Sindaco                   | [ 23 ] |
| 14 febbraio 1994  | 27 giugno 1994    | Mario Savoia                                      |                                         | Comm. pref.               | [ 23 ] |
| 27 giugno 1994    | 14 maggio 1997    | Francesco Russo                                   | -                                       | Sindaco                   | [ 23 ] |
| 17 novembre 1997  | 20 luglio 2000    | Francesca Falco                                   | centro-sinistra                         | Sindaco                   | [ 23 ] |
| 20 luglio 2000    | 28 maggio 2001    | Paola Basilone                                    |                                         | Comm. straordinario       | [ 23 ] |
| 28 maggio 2001    | 13 giugno 2006    | Domenico Semplice                                 | centro-sinistra                         | Sindaco                   | [ 23 ] |
| 28 luglio 2006    | 29 maggio 2007    | Elisabetta Lignola                                |                                         | Comm. straordinario       | [ 23 ] |
| 29 maggio 2007    | 7 maggio 2009     | Giuseppe Papaccioli                               | centro-destra                           | Sindaco                   | [ 23 ] |
| 5 giugno 2009     | 28 agosto 2009    | Patrizia Paba                                     |                                         | Comm. pref.               | [ 23 ] |
| 28 agosto 2009    | 13 aprile 2010    | Marco Valentini                                   |                                         | Comm. straordinario       | [ 23 ] |
| 13 aprile 2010    | 20 giugno 2014    | Antonio Falco                                     | centro-sinistra                         | Sindaco                   | [ 23 ] |
| 20 giugno 2014    | 16 giugno 2015    | Antonio Contarino                                 |                                         | Comm. straordinario       | [ 23 ] |
| 16 giugno 2015    | 15 settembre 2017 | Simone Monopoli                                   | centro-destra                           | Sindaco                   | [ 23 ] |
| 18 settembre 2017 | 9 settembre 2018  | Vincenzo De Vivo                                  |                                         | Comm. straordinario       | [ 23 ] |
| 10 settembre 2018 | 22 settembre 2020 | Fernando Mone Giovanni Cirillo Roberto Andracchio |                                         | Commissione straordinaria | [ 23 ] |
| 22 settembre 2020 | 3 agosto 2023     | Vincenzo Falco                                    | centro-sinistra                         | Sindaco                   | [ 23 ] |
| 4 agosto 2023     | in carica         | Gianfranco Tomao                                  |                                         | Comm. pref.               | [ 23 ] |

## Sport
Ha sede nel comune la società di calcio Unione Sportiva Dilettantistica Nuova Boys Caivanese, nata nel 1908. Nel 2017 il kickboxer Giuseppe Angelino vinse il campionato del mondo di kickboxing nella categoria -79 kg.